# دارين بانكس
دارين بانكس هو لاعب هوكي الجليد كندي، ولد في 18 مارس 1966 في تورونتو في كندا.

## وصلات خارجية
- دارين بانكس على موقع قاعة مشاهير الهوكي (لاعب أن.إتش.أل) (الإنجليزية)
- دارين بانكس على موقع EliteProspects.com (الإنجليزية)
- دارين بانكس على موقع HockeyDB.com (الإنجليزية)
- دارين بانكس على موقع Hockey-Reference.com (الإنجليزية)